# Parti libéral du Honduras

Drapeau du Parti libéral du Honduras.

Le Parti libéral du Honduras (Partido Liberal de Honduras) est un parti politique hondurien fondé en 1891. Il est membre de l'Internationale libérale et de la COPPPAL. Il est l'un des deux principaux partis politiques historiques qui accède au pouvoir en alternance avec le Parti national du Honduras au fil des ans. 
C'est un parti conservateur pour les questions de société, favorable à la pénalisation de l’avortement. Il promeut également le libéralisme économique. Bien qu'il soit situé plus à gauche sur l'échiquier politique que son homologue national, plusieurs des politiques du parti soutiennent des idées habituellement associées à la droite. 
L'influence du parti s'effondre après le coup d’État de 2009, que les dirigeants libéraux soutiennent, bien qu'il soit dirigé contre le président Manuel Zelaya, pourtant lui aussi membre du parti. À partir de 2013, le parti devient la troisième plus grande force politique du pays, dépassé par le parti Liberté et Refondation de l'ex-président Zelaya.

## Personnalités
- José Azcona del Hoyo, président de 1986 à 1990
- Carlos Roberto Reina, président de 1994 à 1998
- Carlos Roberto Flores Facussé, président de 1998 à 2002
- Manuel Zelaya, président de 2006 à 2009
- Roberto Micheletti Bain, président de facto après un coup d'État du 28 juin 2009 au 27 janvier 2010.